# Hoe moet er dan vrede nederdalen?
Hoe moet er dan vrede nederdalen? is een hoorspel van Hermann Rossmann. Nie wieder werd op 7 juli 1957 door de Hessischer Rundfunk uitgezonden. De KRO zond het uit op 13 juni 1958. De vertaler en regisseur was Léon Povel. Het hoorspel duurde 63 minuten.

## Rolbezetting
- Paul van der Lek (Jon)
- Eva Janssen (Ann, zijn vrouw)
- Piet te Nuyl sr. (zijn vader)
- Mien van Kerckhoven-Kling (zijn moeder)
- Johan Fiolet (abt)
- Jan Borkus (reporter)
- Rob Geraerds (generaal)
- Daan van Ollefen (professor)
- Herman van Eelen (dokter)
- John Soer (beul)
- Barbara Hoffman (Japans jongetje)
- Johan Wolder, Hans Veerman, Jan Borkus & Barbara Hoffman (vliegers, omroepers telefoon en luidsprekerstemmen)

## Inhoud
De held van deze vrij verzonnen spelhandeling, kolonel Jon, leider van het Hiroshima-vliegtuig, heeft zich na de oorlog, psychisch gebroken, in een klooster teruggetrokken. Daar beleeft hij nogmaals in koortsfantasieën de periode na het afgooien van de atoombom, deels als historische herinnering, deels als droombeeld. Na genezing van zijn zware psychische ziekte besluit hij af te zien van de stilte van het klooster en terug te keren in de wereld. Hij voelt zich geroepen de mensheid door zijn getuigenis te behoeden voor de zelfmoord door een atoomoorlog en haar te verkondigen dat we alleen vrede zullen kennen als we ervan afzien politieke problemen op een oorlogszuchtige manier te beslechten.